# Athyrium christensenii
Athyrium christensenii là một loài thực vật có mạch trong họ Woodsiaceae. Loài này được Tardieu miêu tả khoa học đầu tiên năm 1932.